# Dansklassen
Dansklassen (franska: La classe de danse) är en oljemålning av den franske konstnären Edgar Degas. Den målades 1873–1876, kom i franska statens ägo 1911 och ingår sedan 1985 i Musée d'Orsays samlingar i Paris. Det finns en annan version, målad 1874 och som sedan 1986 är utställd på Metropolitan Museum of Art i New York. De båda versionerna skiljer sig till viss del, till exempel i fråga om figurernas positioner, golvplankornas riktning samt att dörröppningen i Orsaymålningen är utbytt mot en spegelvägg i New Yorkversionen. 
Till grund för Degas konst ligger teckningen. De till synes spontana rörelserna, de snabba ögonblicksbilderna från en repetitionssal, allt är sammanfogat i ett fast nätverk av linjer, och färgytorna är inneslutna av kontrasterande konturer. I det avseendet följer Degas samma klassiska tradition som Jean-Auguste-Dominique Ingres. Men Degas ligger också nära impressionisterna eftersom han vill fånga ögonblicket och skildra det moderna livet.
Omkring hälften av Degas produktion har motiv från balettens värld. Framför allt skildrade han danserskorna backstage dit han hade tillträde och kunde röra sig fritt. Själv sa han: "Man kallar mig balettdansösernas målare och begriper inte att dansöserna för mig bara var en förevändning för att måla vackra motiv och fånga rörelse".
Dansklassen visar hur ett antal flickor övar balett på Parisoperan inför den store mästaren Jules Perrot. Den kan ses som en hyllning till två institutioner, operahuset på Rue Le Peletier brann ner 1873 (och ersattes av L'Opéra Garnier som invigdes 1875) och Perrot var vid målningens tillkomst redan pensionerad.
Målningen beställdes 1873 av den franske operasångaren och konstsamlaren Jean-Baptiste Faure. Degas började sannolikt med Orsaymålningen, men blev först klar med New Yorktavlan. I november 1874 kunde Degas leverera den senare till Faure. I den målningen finns en liten hälsning till honom, på väggen bredvid spegeln sitter en reklamaffisch för uppsättningen av Gioachino Rossinis opera Wilhelm Tell där Faure spelade titelrollen. Faure lånade ut sin målning till den andra impressionistutställningen i Paris 1876. 

## Relaterade målningar

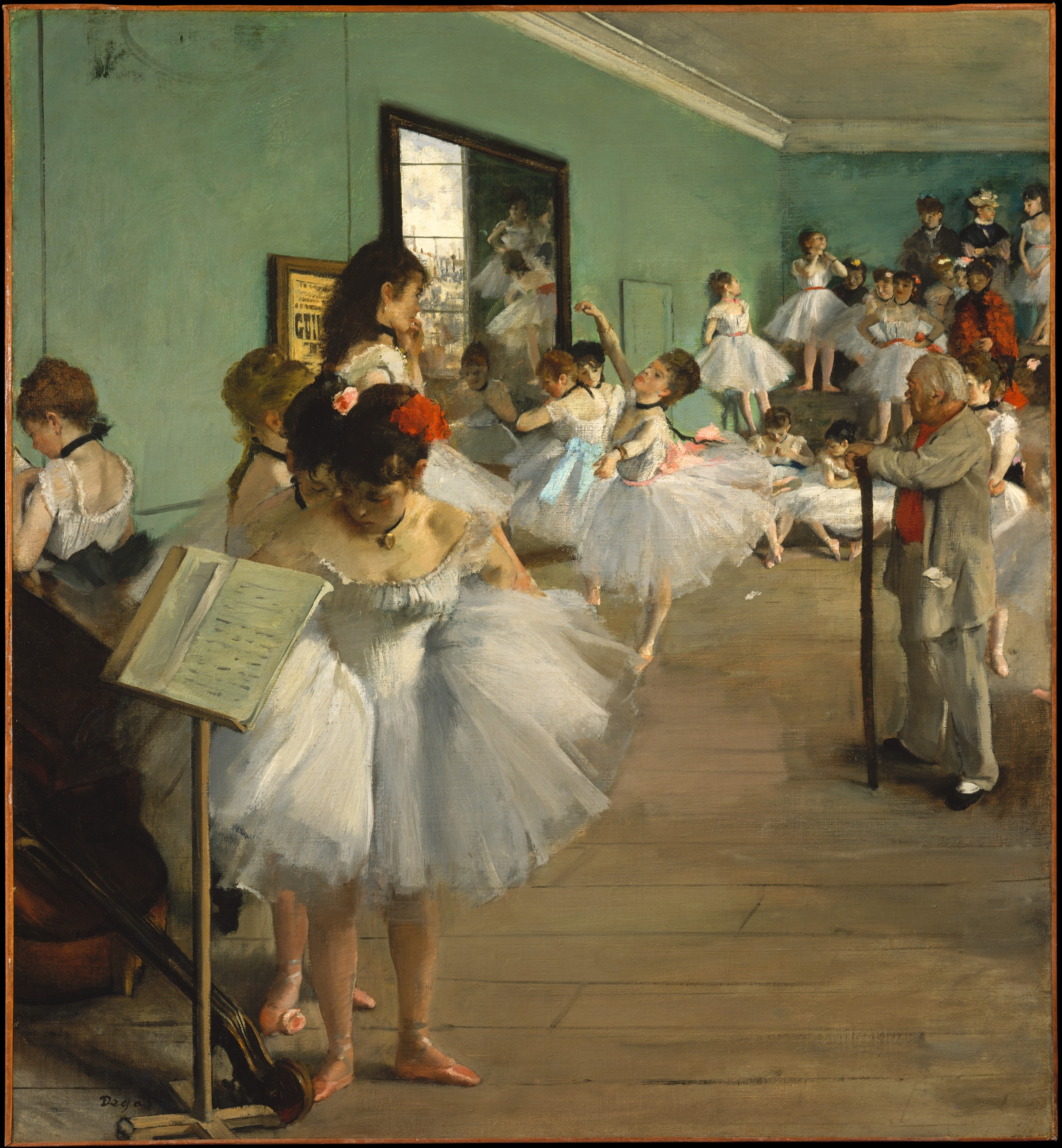
New Yorkversionen målades 1874. Dess storlek är 83,5 x 77,2 cm.
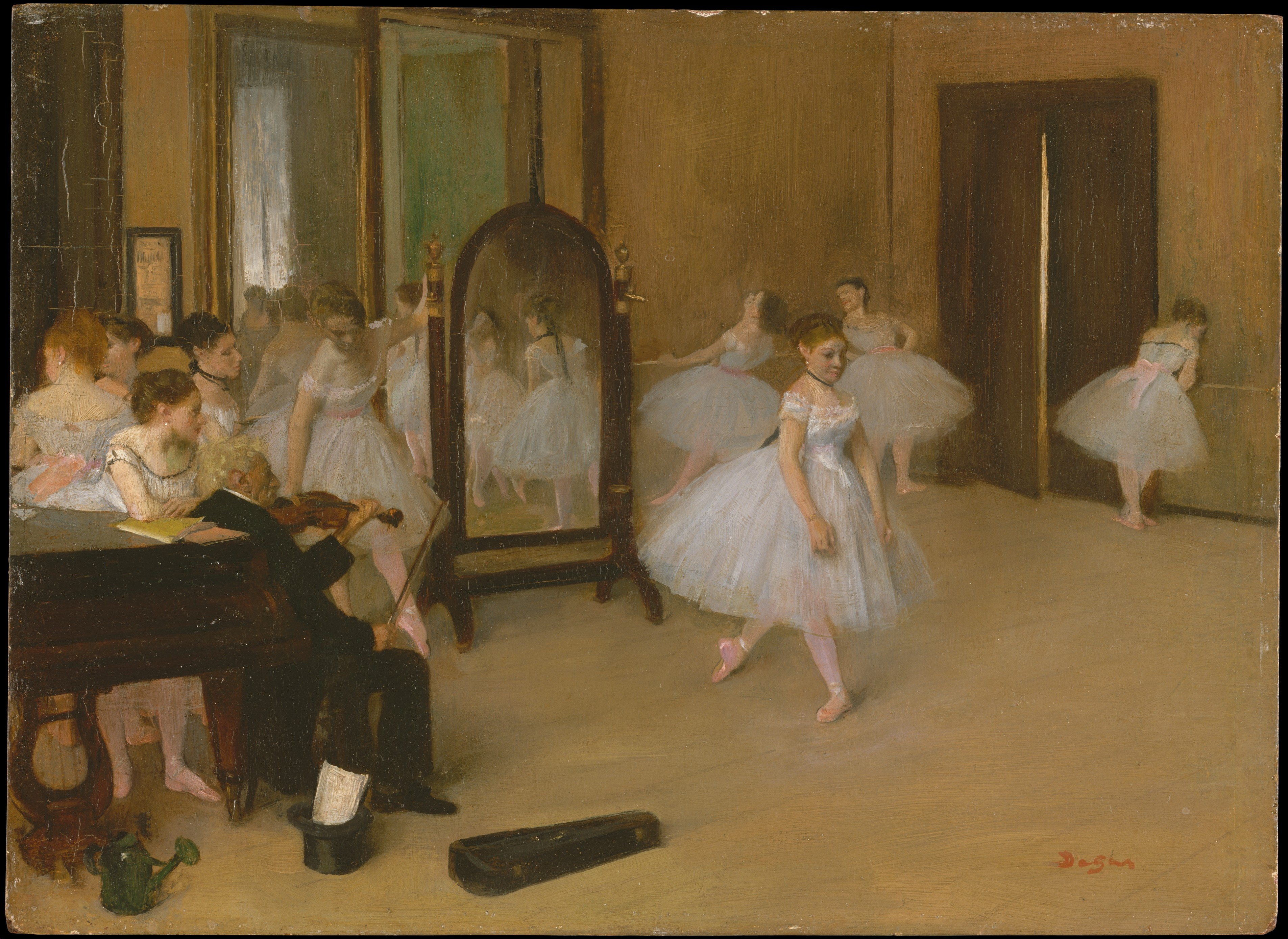
Degas produktion omfattar många målningar med balettmotiv. På Metropolitan Museum of Art finns även The Dancing Class från omkring 1870. Dess storlek är 19 x 27 cm).
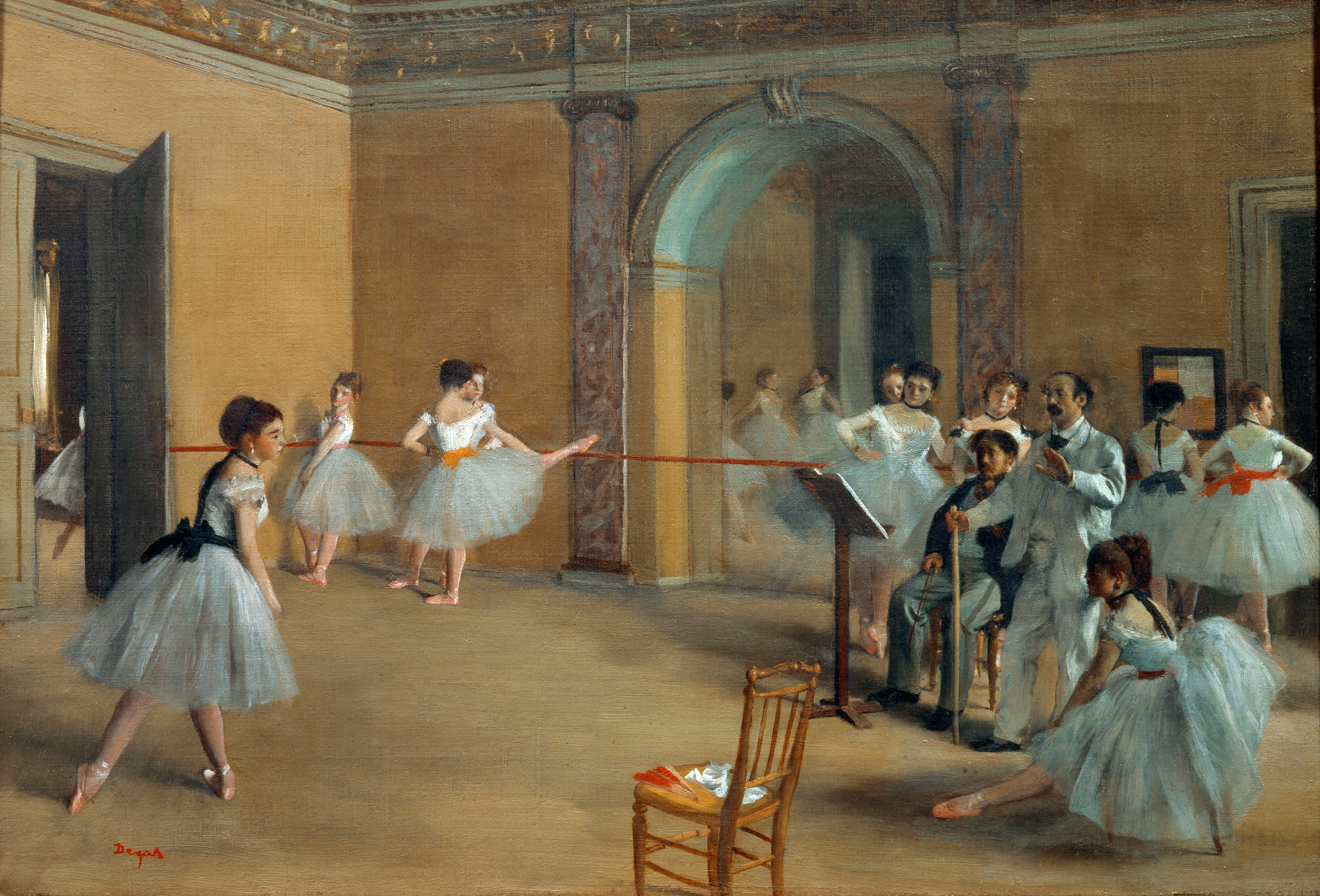
Även Musée d'Orsay äger flera balettmålningar av Degas. Balettrepitition i operahuset vid rue Le Peletier från 1872 (33 x 46 cm).